# Свято-Казанська церква (Чернігів)
Свято-Казанська церква — чинна церква (УПЦ МП) у місті Чернігів, визначна пам'ятка історії та архітектури.
Розташована в Холодних Ярах по вулиці Коцюбинського 5, поруч з музеєм-садибою Михайла Коцюбинського.

## Опис
Церква Казанської ікони Божої Матері — мурована, однобанна, хрещата в плані.
До центрального кубічного об'єму з чотирьох боків прилягають невеликі приміщення, а із західного — квадратного плану дзвіниця.

## З історії храму
Церква Казанської ікони Божої Матері в Чернігові була споруджена в 1820—27 роках на честь перемоги у франко-російській війні 1812 року.
У середині XIX століття перебудовувалася.
За СРСР після 1943 року використовувалася як кінотеатр. До 1984 року в Казанській церкві містився ремонтно-монтажний комбінат Укрголовторгтехніки Міністерства торгівлі.
У 1990-х роках церква була повернена релігійній громаді (УПЦ МП).
Храм постраждав внаслідок обстрілу Чернігова російськими військами ввечері 6 березня 2022 року. Було частково зруйновано огорожу та вибито вікна.

## Світлини

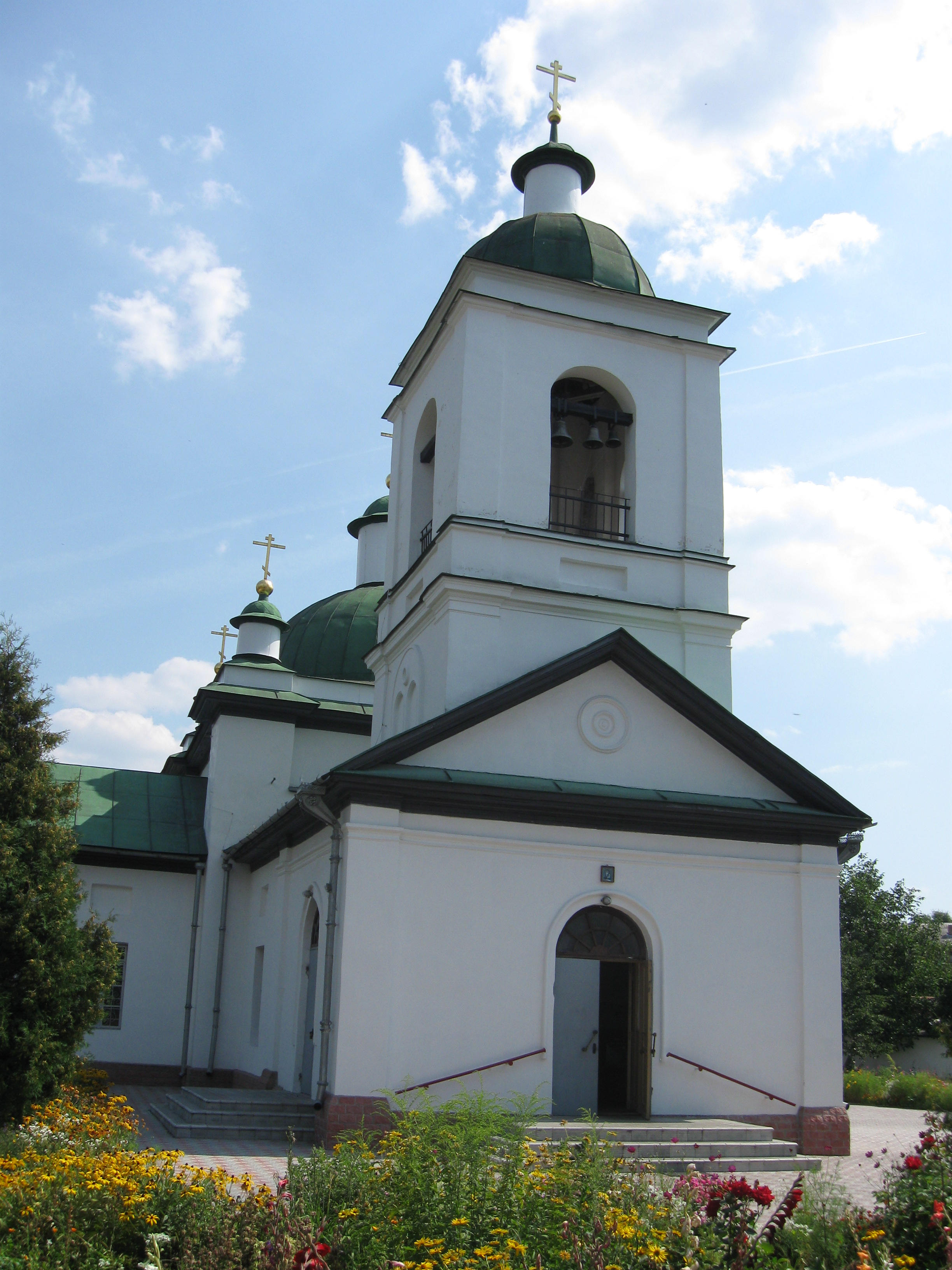
Дзвіниця церкви
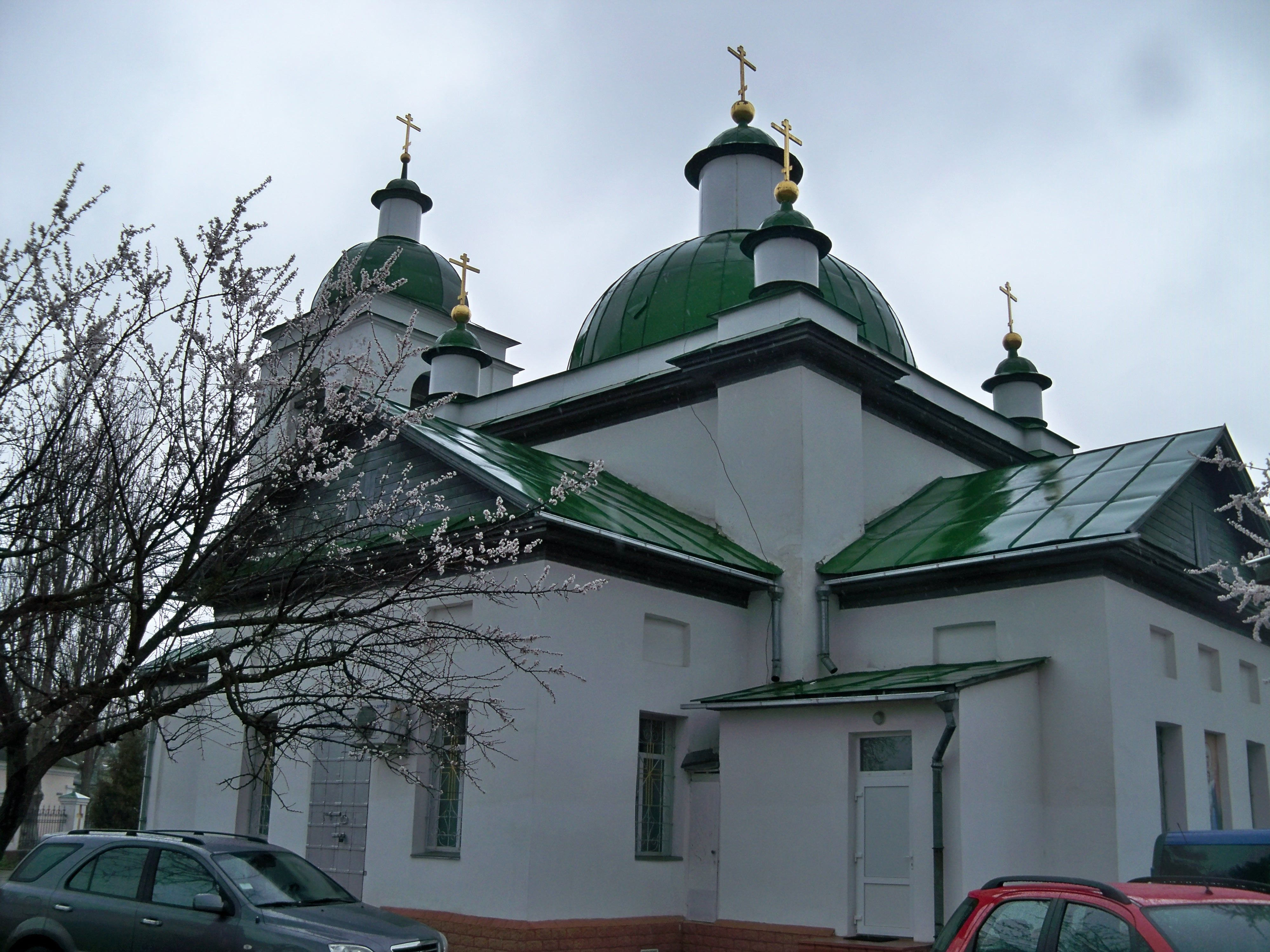
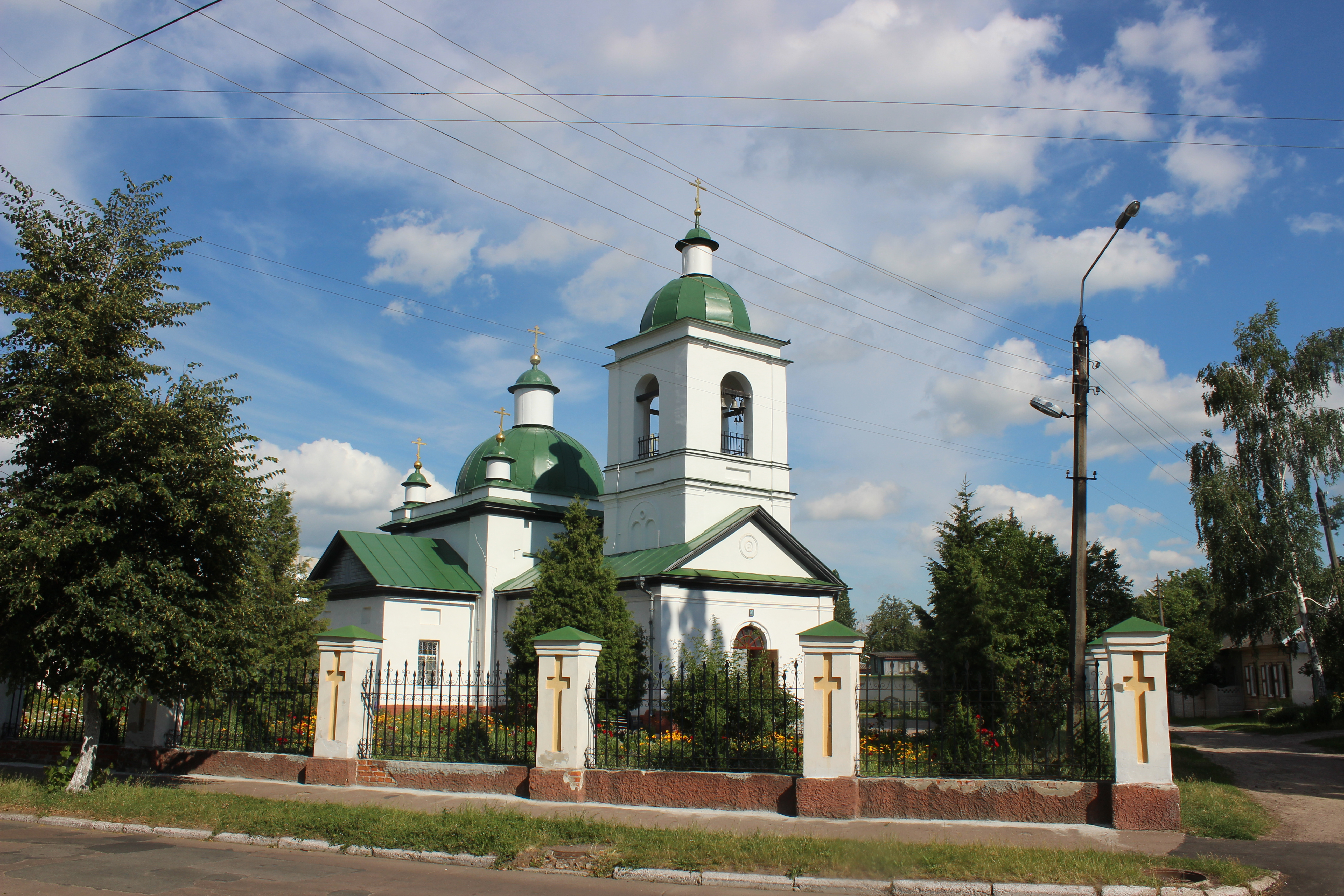